# Anemonia natalensis
Anemonia natalensis är en havsanemonart som beskrevs av Oscar Henrik Carlgren 1938. Anemonia natalensis ingår i släktet Anemonia och familjen Actiniidae. Inga underarter finns listade i Catalogue of Life.